# UFC Fight Night: Covington vs. Woodley
UFC Fight Night: Covington vs. Woodley (também conhecido como UFC Fight Night 178 e UFC on ESPN+ 36) foi um evento de MMA produzido pelo Ultimate Fighting Championship no dia 19 de setembro de 2020, no UFC Apex em Las Vegas, Nevada.

## Background
O evento era esperado para ocorrer em 26 de setembro, mas foi antecipado para o dia 19. O UFC 253 agora é esperado para ocorrer no dia 26.
Uma luta entre o ex-campeão meio médio interino do UFC Colby Covington e o ex-campeão linear Tyron Woodley é esperada para servir como luta principal da noite. The pairing is now expected to headline this event.
Uma luta no peso pesado entre Ciryl Gane e Shamil Abdurakhimov era esperada para ocorrer neste evento. Eles são esperados para se enfrentar no UFC Fight Night 180.
Uma luta entre Jordan Espinosa e David Dvořák era esperada para ocorrer no UFC 253, mas foi mudada para este evento por motivos desconhecidos.
Uma luta no peso meio médio entre Mickey Gall e Miguel Baeza foi marcada para este evento. Entretanto, em 11 de setembro, Gall teve que se retirar da luta devido a uma lesão.

## Bônus da Noite
Os lutadores receberam $50.000 de bônus:
- Luta da Noite: Não houve lutas premiadas.
- Performance da Noite:  Khamzat Chimaev,  Damon Jackson,  Mackenzie Dern e   Randy Costa